# Complesso monumentale Omaggio alla Resistenza
Il complesso monumentale Omaggio alla Resistenza fu realizzato da Giò Pomodoro nel 1980. È situato all'incrocio fra via Nullo Baldini, via Piave e via Mura di Porta Gaza a Ravenna, dove un tempo sorgeva il Ponte degli Allocchi. Il monumento è stato eretto in ricordo dell'efferato Eccidio del Ponte degli Allocchi, in seguito denominato Ponte dei Martiri.

## Storia del monumento
Il monumento ricorda la feroce rappresaglia messa in atto dopo l'uccisione dello squadrista “Cativeria” da parte del giovane partigiano Umberto Ricci. Il 25 agosto 1944, all'alba, dodici partigiani antifascisti furono trucidati al Ponte degli Allocchi dalle brigate nere per vendicare l'uccisione del "Cativeria".
L'opera di Giò Pomodoro è stata commissionata dall'amministrazione comunale di Ravenna per sottolineare l'importanza della Resistenza e per ricordare il messaggio ideale, culturale, civile e morale lasciato dai protagonisti delle vicende. Il monumento fu inaugurato il 25 aprile 1981.

## Descrizione dell'opera
Il complesso monumentale sorge al centro di una piccola area verde, in una piazzetta a gradoni, ed è composto da tre oggetti marmorei di differente forma e dimensione. Il primo è un cubo con le fotografie dei caduti su una faccia laterale, sorretto da un piedistallo composto di due blocchi di cui quello inferiore riporta la data del 25 agosto 1944, giorno della strage del Ponte degli Allocchi.
Il menhir più alto consiste in una grande pietra marmorea che cattura l'attenzione dei passanti per la sua dimensione e segna il luogo del ricordo e della commemorazione dell'eccidio. Il monumento è formato da elementi geometrici verticali a spigoli vivi, non monolitici e compatti ma plastici, frammentati da tagli verticali, con parti concave e altre convesse, che scompongono, interrompono e traslano la forma complessiva, trasmettendo un senso di tensione ed indefinitezza che ricorda la poetica del cubismo.
Il terzo elemento, infine, è un basso cilindro che rappresenta una macina, formata da un blocco rotondo di pietra di Trani, come le macine dei vecchi mulini. Esso è anche il simbolo del Sole e la parola ''Sole'' si trova incisa lungo la superficie esterna del cilindro. Sul pavimento del basamento del monumento, a ridosso della macina-sole, sono incisi i nomi dei quattro punti cardinali: nord, sud, levante e ponente; questi ultimi due in abbreviazione sono Leva e Pone. Il cerchio superiore della macina riporta i mesi dell'anno e le quattro stagioni. I quattro punti cardinali, simboleggiano le fasi della vita, che nasce ad est, si sviluppa a sud, cala ad ovest e muore nel freddo nord.